# Trochalus piceolus
Trochalus piceolus är en skalbaggsart som beskrevs av Moser 1917. Trochalus piceolus ingår i släktet Trochalus och familjen Melolonthidae. Inga underarter finns listade i Catalogue of Life.